# Alcyonidium pachydermatum
Alcyonidium pachydermatum är en mossdjursart som beskrevs av Arnold Girard Kluge 1962. Alcyonidium pachydermatum ingår i släktet Alcyonidium och familjen Alcyonidiidae. Inga underarter finns listade i Catalogue of Life.